# JAPAN FOOD GUIDE
JAPAN FOOD GUIDE（ジャパンフードガイド、JFG）は、株式会社CS-Cが運営する、訪日外国人旅行客向けの飲食店および食体験のオンライン予約サイトである。本サイトは、日本国内における飲食店や食文化体験の情報提供と事前予約の機能を通じ、訪日旅行者が現地での食体験をよりスムーズに楽しむことを目的としている。

## 概要
本サービスは、東京都港区に本社を置く株式会社CS-C（英：CS-C.Co.,Ltd.）が、2024年4月に開始したオンライン予約サービスである。サイトは、訪日外国人旅行に特化しており、英語、韓国語、中国語（繁体字・簡体字）の4か国語に対応しているため、言語の壁を感じることなく、世界各国からの旅行者が日本の飲食店や食体験を予約できる仕組みとなっている。

## 特徴
- 多言語対応と自動翻訳機能: 英語、韓国語、中国語（繁体字・簡体字）の4言語[3]で情報提供を行い、訪日外国人旅行者にとって使いやすいインターフェイスを実現している。
- シームレスな予約システム: エリア・料理検索や地図検索を利用して店舗情報や食体験プランを簡単に閲覧でき、即時予約や事前決済により、現地での手続きを効率化している。
- 多様な決済手段: Visa、Mastercard、AMEX、Apple Pay、Google Pay、Alipay、WeChatpayなど、主要な国際決済に対応しており、海外利用者も安心して利用できる。
- 独自コンテンツとプロモーション: 特集記事や店舗レビュー、プロモーション機能を通じて、掲載店舗の魅力を効果的に発信している。

## サービスの背景
日本は豊かな食文化と多様なグルメ体験で世界的に注目されており、訪日外国人旅行客にとっても大きな魅力となっている。しかし、言語や決済方法、情報の信頼性といった課題が存在していた。JAPAN FOOD GUIDEは、これらの課題を解消するために設計され、国内外の旅行者が安心して日本の食体験を予約・利用できるプラットフォームとして展開されている。

## 運営会社
株式会社CS-Cは、2011年設立の東京都港区に本社を置く企業で、ローカルビジネスのデジタルマーケティング支援を主な事業としており、SaaS型統合マーケティングツール「C‑mo」や、コンサルティング×アウトソーシングサービス「C‑mo Pro」などを通じ、飲食店や美容室、旅館など地域密着型ビジネスの成長をサポートしている。JAPAN FOOD GUIDEはその一環として、訪日外国人旅行市場における新たなサービスとして注目されている。

## 業務提携
- 株式会社Fun Japan Communicationsとインバウンド向け飲食店共同プロモーションを開始。[6]
- インバウンド市場におけるトータルサービスを提供するWAmazing株式会社と、地方自治体等に対する「食」「ガストロノミーツーリズム」に関連するインバウンド対策の共同提案において「JAPAN FOOD GUIDE」の活用を始めとする、インバウンド領域での協業を推進。[7]
- 株式会社Japanticketが提供するインバウンド集客向けeチケット管理システム「Japan ticket（ジャパンチケット）」とAPI連携を2024年11月に開始[8]